# 廖義男
廖義男（1941年—）籍贯不详，中华民国法学家、法官。

## 經歷
1963年，获得國立台灣大學法學士学位。1973年，获得德國杜賓根大學法學博士学位。回到台湾後，1973年至1975年，任國立台灣大學法律系及法律研究所客座副教授。1975年至1980年，任國立台灣大學法律系及法律研究所副教授。1977年至1981年，任私立輔仁大學法律系兼任副教授、教授。1980年至2003年，任國立台灣大學法律系及法律研究所教授。1984年至1990年，任國立台灣大學法學院教務分處主任。1992年至1995年，任行政院公平交易委員會副主任委員。1997年至1999年，任私立東吳大學法律系兼任教授。1999年至2002年，任國立台灣大學法律學院院長。2003年至2007年，任司法院大法官。
2003年起，出任國立台灣大學法律學院兼任教授。2007年10月起，擔任私立世新大學法律學院客座專任教授。2013年，擔任中華民國憲法學會第八任理事長。

## 著作
- 企業與經濟法（1980）
- 國家賠償法（1981）
- 公共建設與行政法理（1994）
- 公平交易法之釋論與實務（1994）
- 公平交易法之理論與立法（1995）
- 行政法之基本建制（2003）
- 公平交易法之註釋研究系列（一）（2003）（計畫主持人）
- 公平交易法之註釋研究系列（二）（2004）（計畫主持人）
- 公平交易法之註釋研究系列（三）（2005）（計畫主持人）
- 行政罰法（2007）（主編）[2]